# Paul Dean (homme politique)
Pour les articles homonymes, voir Paul Dean (homonymie) et Dean.
Arthur Paul Dean, baron Dean de Harptree, (14 septembre 1924 - 1er avril 2009) est un homme politique du Parti conservateur britannique.

## Jeunesse
Paul Dean est né à Northwich, Cheshire, Angleterre, le 14 septembre 1924, et fait ses études à l'Ellesmere College et à l'Exeter College d'Oxford. Il sert avec les gardes gallois pendant la Seconde Guerre mondiale, étant officier dans ce régiment le 28 janvier 1944, avec le numéro de service de 307877. Il combat avec le 2e bataillon du régiment, qui fait partie de la division blindée de la Garde du major-général Allan Adair, lors de la bataille de Normandie où il est blessé. Peu de temps après la fin de la Seconde Guerre mondiale en Europe, Dean sert en Allemagne avec l'Armée britannique du Rhin (BAOR) en tant qu'Aide de camp (ADC) du General Officer Commandant (GOC). Dean quitte l'armée en 1949. 

## Carrière politique
En 1962, Dean est le candidat conservateur à une élection partielle pour le siège travailliste très sûr de Pontefract et il est battu par Joseph Harper.
Il est député de North Somerset de 1964 à 1983, et après des changements de frontières, de Woodspring de 1983 jusqu'à sa retraite en 1992, avant Liam Fox. Dean est ministre subalterne de la Santé et de la Sécurité sociale sous le gouvernement conservateur de 1970-1974. De 1982 jusqu'à sa retraite, il est vice-président de la Chambre des communes d'abord sous George Thomas puis Bernard Weatherill. Il est fait chevalier dans les honneurs du Nouvel An 1985. Lorsqu'il est président de la Chambre des communes le 21 juin 1990, Dean est appelé à utiliser sa voix prépondérante .
Le 12 octobre 1993, il est créé pair à vie en tant que baron Dean de Harptree, de Wedmore dans le comté de Somerset.